# Poladryas monache
Poladryas monache är en fjärilsart som beskrevs av Comstock 1918. Poladryas monache ingår i släktet Poladryas och familjen praktfjärilar. Inga underarter finns listade i Catalogue of Life.